# Korsblommiga växter

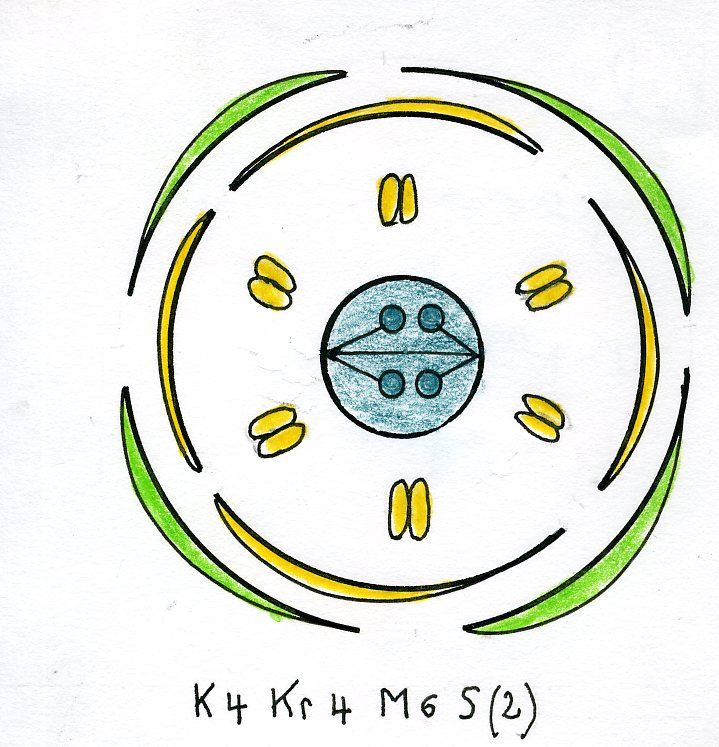
Blomdiagram för en korsblommig växt. Fyra fria foderblad (K), fyra fria kronblad (Kr), sex ståndare (M) varav två kortare och en tudelad pistill (S).

Korsblommiga växter (Brassicaceae, synonymt namn Cruciferae) är en familj med blommande växter. Inom familjen finns många arter som är av stort ekonomiskt värde såsom kål, broccoli, brysselkål, blomkål, kålrot och raps.
Benämningen korsblommiga, liksom det alternativa vetenskapliga namnet Cruciferae, syftar på att blommornas fyra kronblad bildar ett kors. Vidare har blommorna, som oftast sitter i långsträckta klasar, fyra foderblad och sex ståndare varav två är kortare. Denna ståndarform är mycket typisk för familjen och gör att blommorna är bisymmetriska. Frukterna är skidor, korta eller långa, som spricker i två halvor vid fröspridningen.
De korsblommiga växterna finns framför allt i tempererade klimatzoner och det största artantalet finns i medelhavsområdet. Totalt finns det mer än 350 släkten och omkring 3 000 arter.